# Francesco Saluto

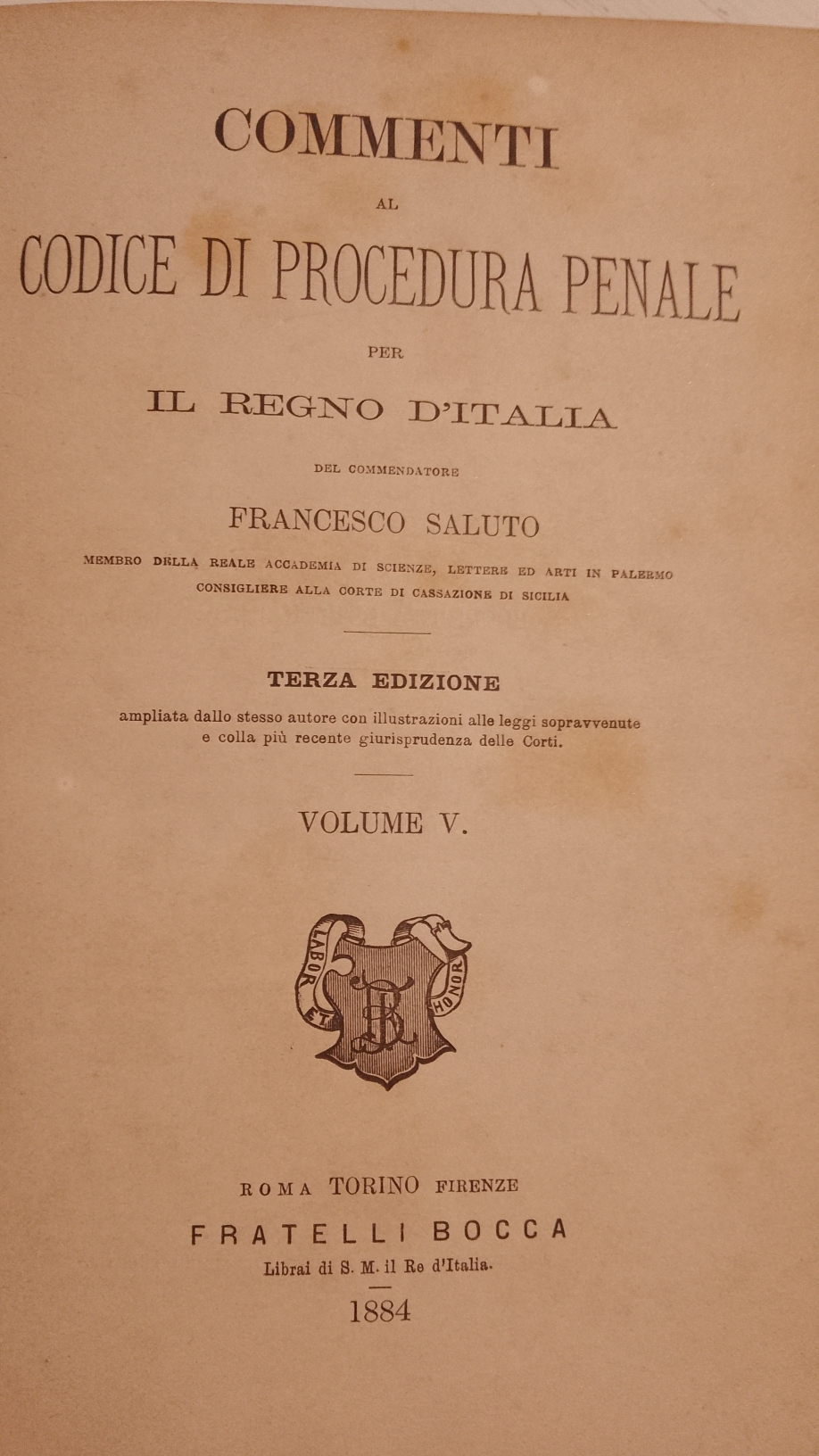
Commentario codice di procedura penale _ Regno d'Italia

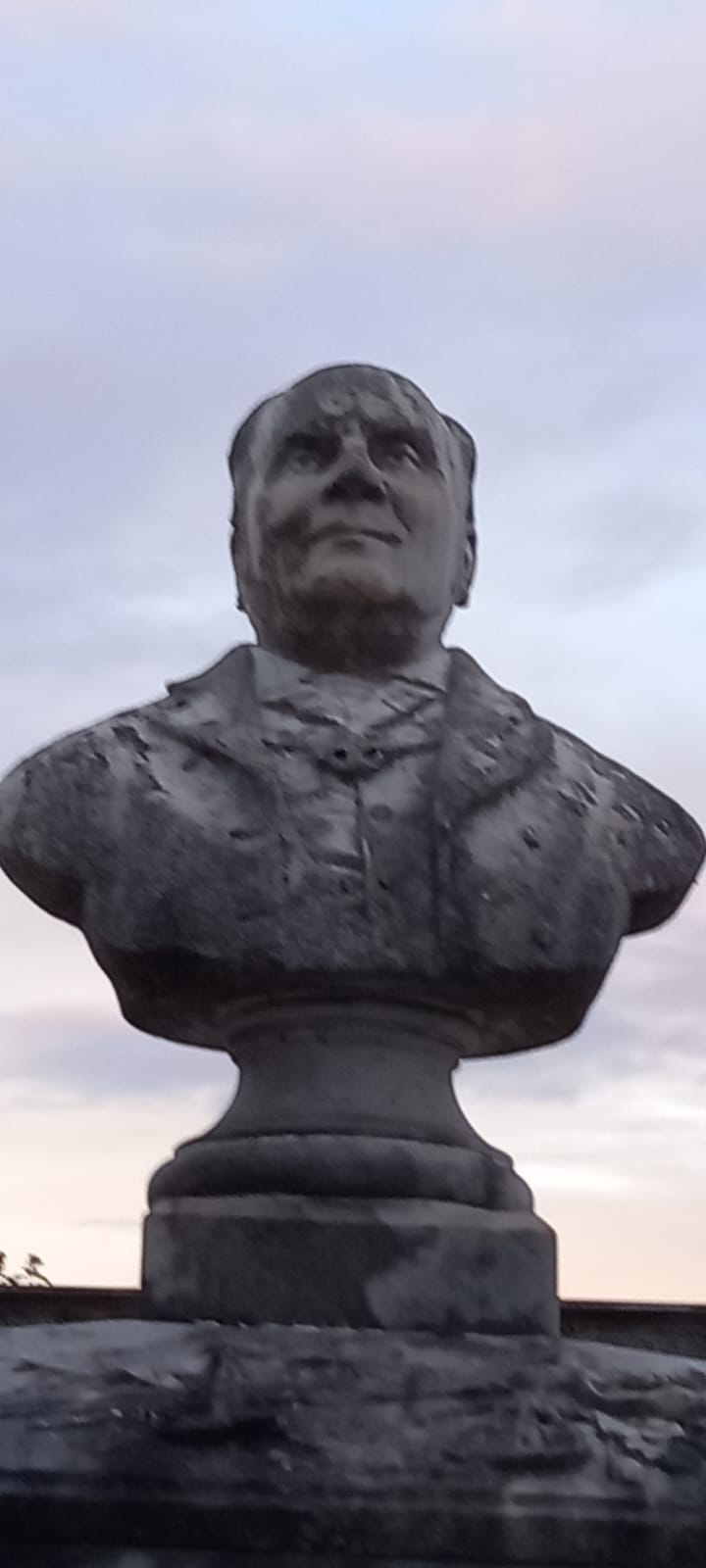
Immagine di Francesco Saluto - cimitero di Piana degli Albanesi

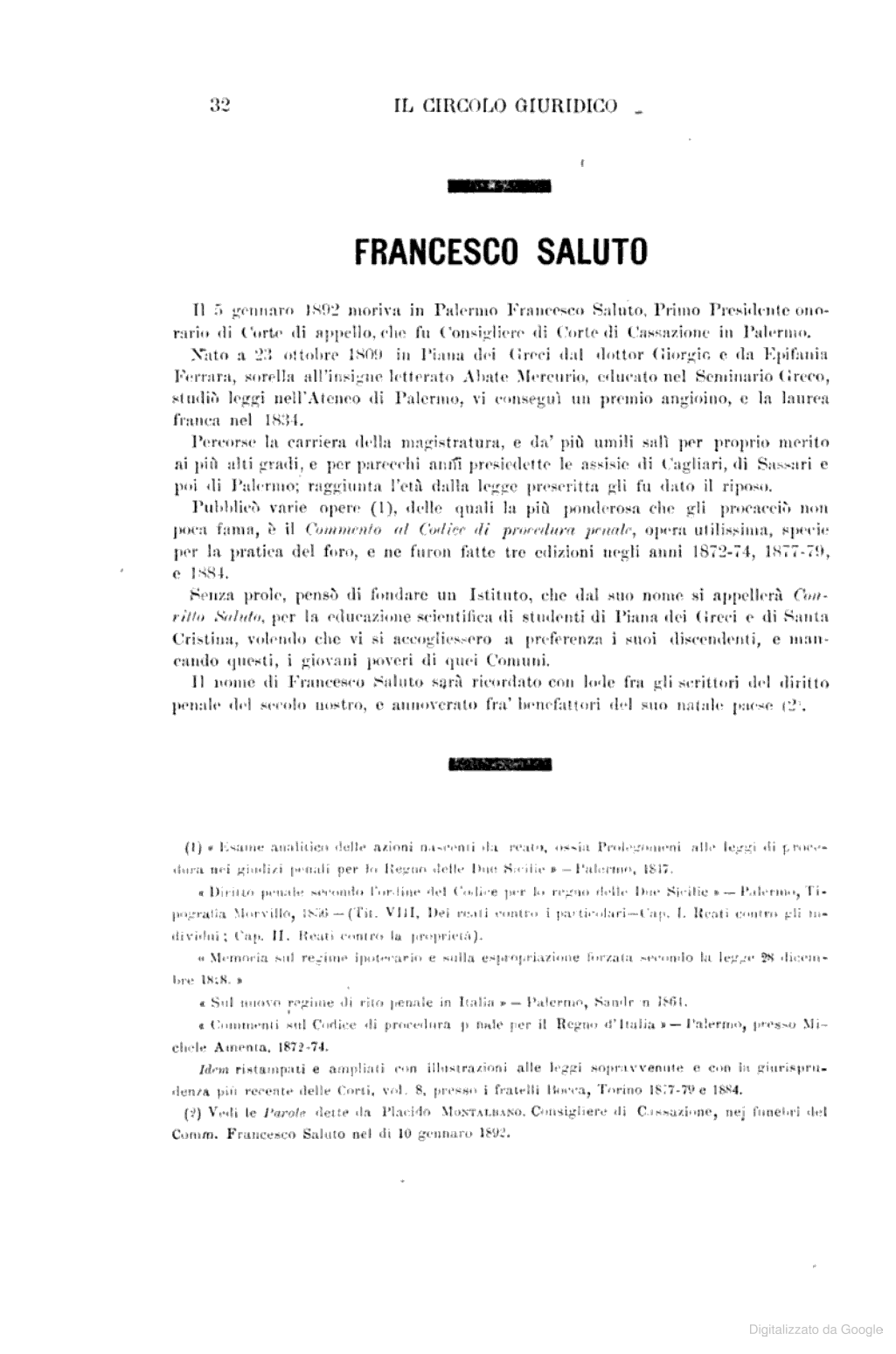
necrologio pubblicato sulla rivista Circolo Giuridico Luigi Sampolo

Francesco Saluto (Piana degli Albanesi, 23 ottobre 1809 – Palermo, 5 gennaio 1892) è stato un magistrato e giurista italiano. Autore di diverse pubblicazioni in materia di procedura penale e di diritto penale. Fu Primo Presidente onorario della Corte di appello di Palermo e consigliere di Cassazione in Palermo.

## Biografia
Francesco Saluto nacque a Piana degli Albanesi, allora chiamata Piana dei Greci, dal dottor Giorgio e da Epifania Ferrara, sorella dell'insigne letterato l'Abate Mercurio Ferrara, studiò presso il Seminario greco di Palermo, fondato da padre Giorgio Guzzetta e proseguì gli studi presso la facoltà di giurisprudenza dell'Università di Palermo, dove conseguì un premio angioino e la laurea nel 1834. Dopo la laurea intraprese la carriera di magistrato, e presiedette la Corte d'assise di Sassari, quella di Cagliari: nel 1877 fu applicato alla Corte di Cassazione quando questa aveva sede a Palermo (n.d.r.: istituita nel 1819 con il nome di Corte suprema di giustizia, esistette fino al 1923 https://www.giustizia.it/resources/cms/documents/Palermo_1923_DeGregorio_Bombace.pdf.)
Fu autore di diverse pubblicazioni, la più importante fu il Commenti al Codice di Procedura Penale per il Regno d'Italia e prima ancora del volume Diritto penale secondo l'ordine del Codice per lo Regno delle Due Sicilie, edito nel 1858 nonché di un saggio Sulla legge del 30 giugno 1861 ossia della libertà provvisoria degl'imputati nei processi penali edito nello stesso anno a Palermo. Alcune delle sue opere sono oggi custodite presso la Biblioteca comunale di Piana degli Albanesi https://anagrafe.iccu.sbn.it/it/ricerca/dettaglio.html?codice_isil=it-PA0299.
Fu collaboratore delle riviste Foro italiano e Circolo giuridico "L.Sampolo". Membro dell'Accademia nazionale di scienze, lettere e arti (Palermo).
Insignito del titolo di commendatore dell'Ordine della Corona d'Italia, con decreto reale del 7 giugno del 1883. Fu un benefattore nei confronti dei giovani poveri del suo paese natio, per il quale chiese al Re che venisse eretto un Convitto in Palermo, al fine di consentire ai giovani di Piana degli Albanesi e di Santa Cristina Gela, nonché dei parenti prossimi del fondatore stesso (nipoti da parte di madre: Famiglia Ferrara), di proseguire gli studi in giurisprudenza, medicina, letteratura ed architettura. 
Il Convitto fu eretto in ente morale denominato "Convitto Saluto" con decreto del Re d'Italia Umberto I, il 16 febbraio 1879, pubblicato nella gazzetta ufficiale del Regno d'Italia n. 1 del 2 gennaio 1879. 
La gestione del Convitto Saluto fu affidata ad una Commissione composta dal Rettore dell'Università di Palermo, da un professore della facoltà di giurisprudenza, da rettore del Seminario greco-albanese e dal Sindaco di Piana dei Greci.

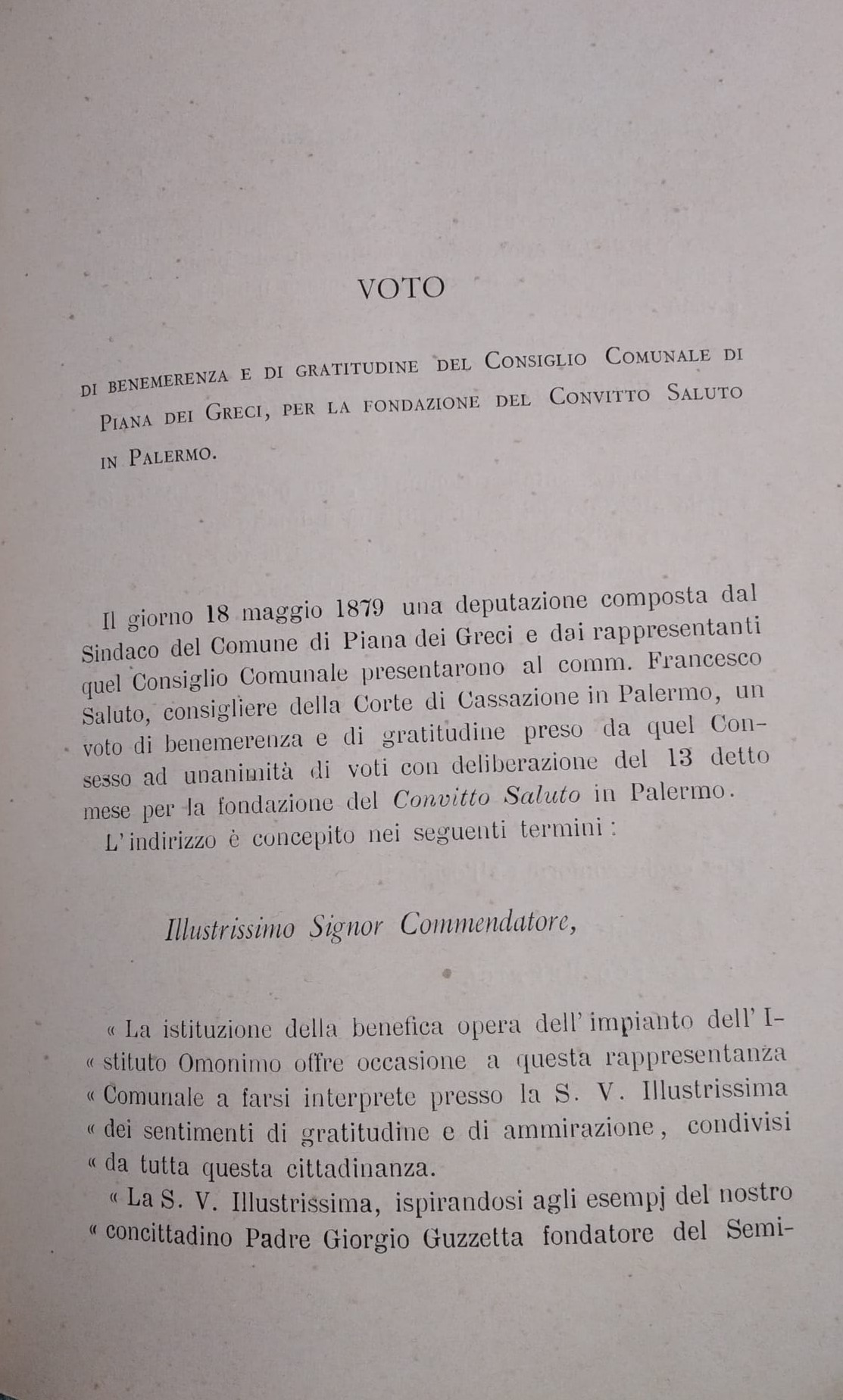
Voto di benemerenza

Il 18 maggio 1879 una deputazione composta dal Sindaco di Piana dei Greci e da alcuni consiglieri comunali presentarono un voto di benemerenza e gratitudine al Commendatore Francesco Saluto, consigliere di Cassazione in Palermo.
Morì a Palermo il 5 gennaio 1892. Il suo nome è annoverato tra quello dei benefattori delle Colonie Albanesi di Sicilia, insieme ad Andrea Reres, padre Giorgio Guzzetta, Demetrio Camarda, Giuseppe Schirò, Rosolino Petrotta, come riporta nel suo saggio Mario G. Giacomarra
È sepolto nel cimitero della sua città natale in una tomba monumentale che raffigura il mezzo busto; nella lapide sono descritti i titoli accademici e professionali e una copia della sudetta lapide è custodita nella Chiesa cattedrale di San Demetrio del paese.

## Pubblicazioni scientifiche
Fu autore di diverse opere giuridiche:
1. "Esame analitico delle azioni nascenti da reato ossia Prologomeni alle leggi di procedura nei giudizi penali per lo Regno delle Due Sicilie" Palermo 1817;
2. "Diritto penale secondo l'ordine del Codice per lo regno delle Due Sicilie - Palermo - Tipografia Morvillo, 1836;
3. "Memoria sul regime ipotecario e sulla espropriazione forzata secondo la legge 28 dicembre 1848";
4. Sulla legge del 30 giugno 1861, ossia, della liberta provvisoria degl'imputati nei processi penali : osservazioni (Palermo, 1861);
5. "Sul nuovo regime di rito penale in Italia", Palermo 1861;
6. "Commenti sul Codice di procedura penale per il Regno d'Italia" Palermo, 1872-1874 (otto volumi).
7. Sul nuovo regime di rito penale in Italia : istituzioni corredate con ordine scientifico dalla dottrina e dalla giurisprudenza delle corti non senza un cenno de' miglioramenti a compiersi, e sulle principali differenze con le leggi di procedura penale del 1819 (Palermo, 1861)

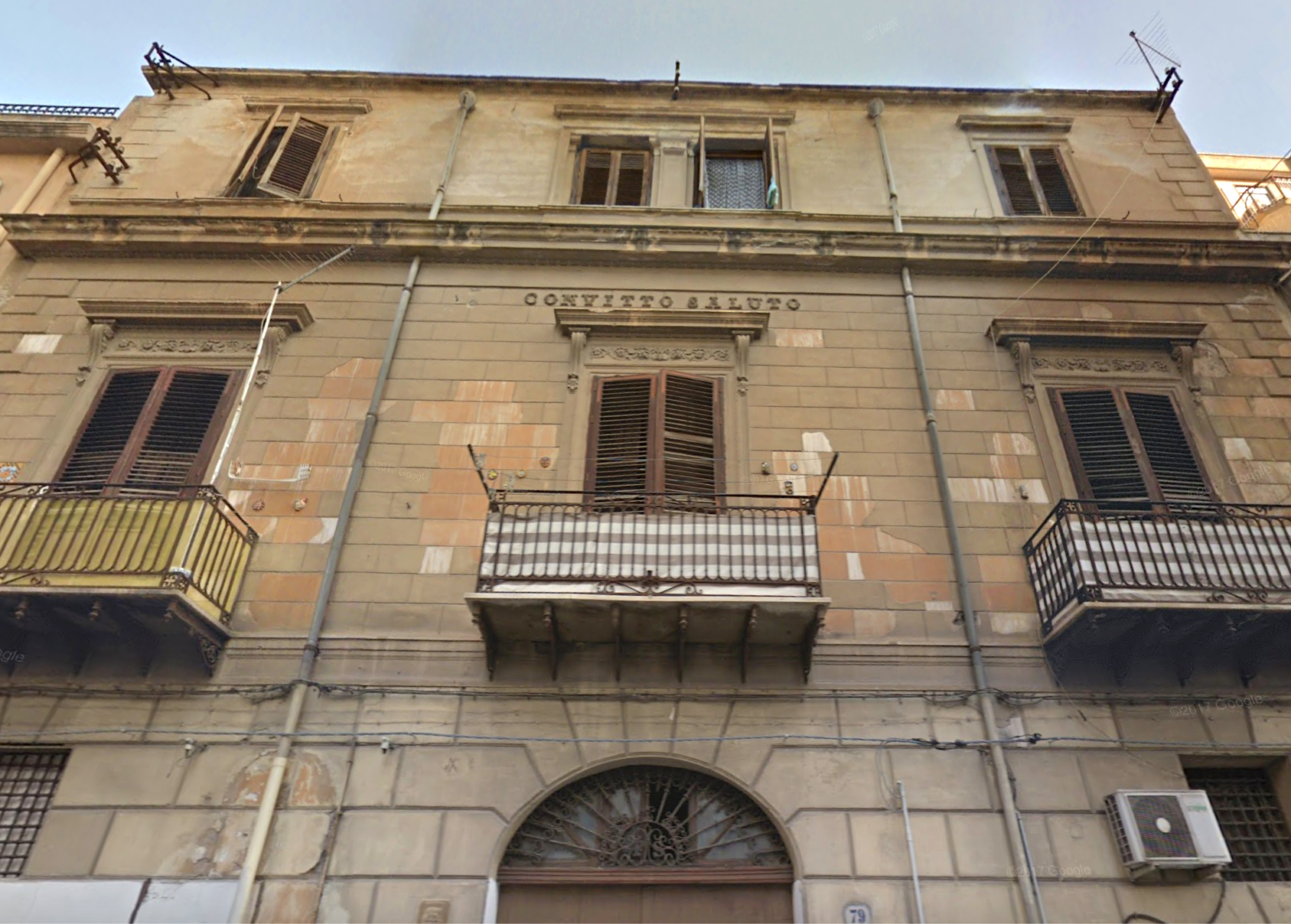
Il Convitto Italo-Albanese Soluto di Palermo

## Riconoscimenti
In suo ricordo fu intitolato il Convitto Saluto,  eretto con decreto del re Umberto I del 16 febbraio 1879, pubblicato nella Gazzettta Ufficiale del Regno del 25 marzo 1879. L'edificio è ancora esistente ed è sito a Palermo, in corso Pisani 79. 
Con  Decreto del Presidente della Repubblica 9 gennaio 1971,  sulla proposta del Ministro per la pubblica istruzione, è stato abrogato lo statuto dell'opera pia "Convitto Saluto", in Palermo,  ed in sua sostituzione viene approvato lo statuto della
fondazione "Convitto Saluto"  di pertinezna dell'Università di Palemo.

## Onorificenze
Commendatore all'Ordine della Corona d'Italia
Ufficiale dell'Ordine dei Santi Maurizio e Lazzaro